# Várzea (Ginetes)

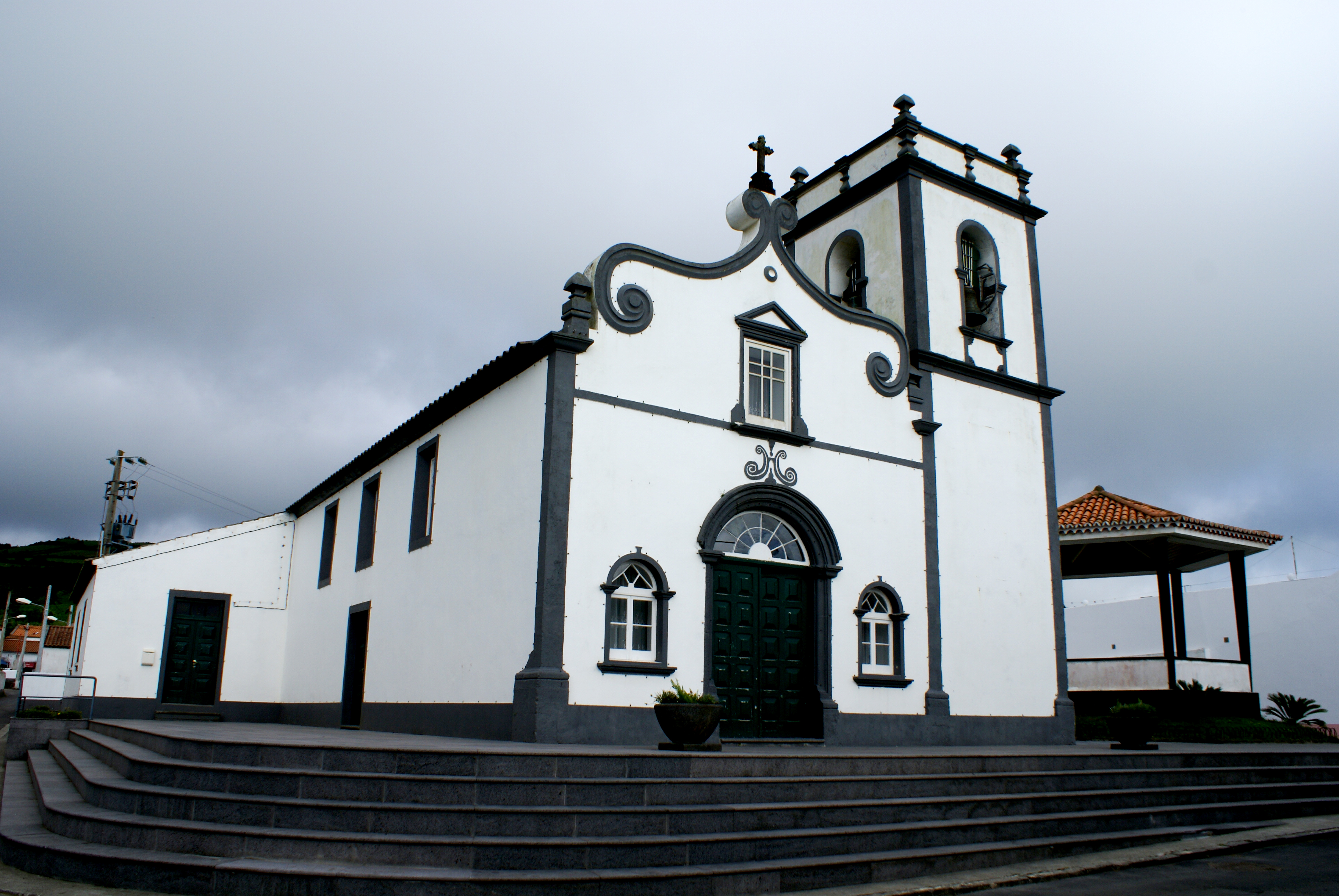
Igreja de Jesus, Maria e José.

A Várzea é um lugar integrado na freguesia dos Ginetes, concelho de Ponta Delgada, ilha de São Miguel.
Esta aldeia localiza-se a elevada altitude nos contrafortes do Vulcão das Sete Cidades. Encontra-se rodeada de pastagens e tem como principal actividade económica a agricultura.
Neste povoado encontra um templo cristão dedicado à evocação da Sagrada Família, a Igreja de Jesus, Maria e José.